# Saint-Germain-d'Aunay
Saint-Germain-d'Aunay là một xã trong tỉnh Orne, vùng Normandie tây bắc nước Pháp. Xã Saint-Germain-d'Aunay nằm ở khu vực có độ cao trung bình 221 mét trên mực nước biển.